# Lubomír Vosátko
Lubomír Vosátko (* 26. ledna 1977 v Praze) je bývalý český hokejový obránce.

## Hráčská kariéra
První hokejové krůčky začínal v pražském klubu HC Kobra Praha, později přešel do sousedního klubu HC Sparta Praha. Za seniorský hokej začínal v moravském klubu HC Olomouc, který hrál druhou nejvyšší soutěž. Po dvou letech odešel do klubu HC Slezan Opava, ve kterém hrával pět let. V ročníku 2001/02 odehrál pět zápasů v nižší lize za klub HC Přerov. V průběhu sezóny 2003/04 dostával příležitost hrát za extraligový celek HC Hamé Zlín, v první sezóně v nejvyšší soutěže odehrál za klub sedmnáct zápasů v základní části, v playoff odehrál pět zápasů a přispěl k zisku titulu. Od sezóny 2004/05 se stal kmenovým hráčem zlínského klubu v obranných řadách. Před začátkem sezóny 2008/09 odehrál za zlínský tým jeden zápas, poté přestoupil do klubu HC Oceláři Třinec. Za ocelářský klub vynechal v prvním ročníku dvanáct zápasů, včetně playoff. V následujícím období hrával převážně v nižší lize za Šumperký klub Salith. První zahraniční angažmá vyzkoušel v roce 2010, ve slovenské nejvyšší soutěži hrával za HKm Zvolen. V klubu nedostával tolik prostoru a v závěru sezóny se dohodl na spolupráci do konce sezóny s klubem HC Vítkovice Steel, se kterým odehrál své třetí finále v playoff a podruhé získal stříbrnou medaili. Nové působiště pro nastávající ročník byl Orli Znojmo, dohodl se s klubem na hostování. Na závěr ročníku se vrátil zpět do Slovenska, vypomoct klubu HK Nitra od sestupu do nižší soutěže. Nitra se udržela v nejvyšší lize a rovněž v klubu zůstal pro celý ročník 2012/13, tým skončil celkově třetí. Poté se s klubem dohodl na rozvázání smlouvy a vrátil se zpět do Česka. Práva na hráče vlastní ocelářský klub Třinec, po uzavření dohody o vypomáhání mezi kluby HC Oceláři Třinec a HC AZ Havířov 2010 byl prvním hráčem, který byl poslán do záložního týmu.

## Zajímavosti
Prosincové utkání v roce 2006 došlo ve zlínském klubu marodka obránců. Při zranění opor Martina Hamrlíka a Pavla Zubíčka, nastoupil do utkání i se zlomeným prstem na noze i na ruce. Při nerozhodném stavu utkání a prodloužení byl jediný, který proměnil samostatný nájezd a zajistil Zlínu dva cenné body.

## Prvenství
- Debut v ČHL - 9. prosince 2003 (HC Hamé Zlín proti HC Vítkovice)
- První asistence v ČHL - 1. února 2004 (HC Vítkovice proti HC Hamé Zlín)
- První gól v ČHL - 6. dubna 2005 (HC Hamé Zlín proti HC Moeller Pardubice, slovenskému brankáři Jánu Lašákovi)

## Klubová statistika
| Sezóna         | Klub                    | Soutěž         |     | Základní část | Základní část | Základní část | Základní část | Základní část |   | Play off | Play off | Play off | Play off | Play off |
| Sezóna         | Klub                    | Soutěž         | Z   | G             | A             | B             | TM            | Z             | G | A        | B        | TM       |          |          |
| 1996/1997      | HC Sparta Praha 20      | ČHL-20         | 11  | 0             | 1             | 1             |               | —             | — | —        | —        | —        |          |          |
| 1997/1998      | HC Olomouc              | 1.ČHL          |     |               |               |               |               | —             | — | —        | —        | —        |          |          |
| 1998/1999      | HC Olomouc              | 1.ČHL          | 47  | 1             | 4             | 5             |               | —             | — | —        | —        | —        |          |          |
| 1999/2000      | HC Slezan Opava         | 1.ČHL          | 39  | 3             | 7             | 10            | 50            | 4             | 1 | 0        | 1        | 8        |          |          |
| 2000/2001      | HC Slezan Opava         | 1.ČHL          | 47  | 4             | 10            | 14            | 52            | —             | — | —        | —        | —        |          |          |
| 2001/2002      | HC Slezan Opava         | 1.ČHL          | 34  | 4             | 11            | 15            | 34            | 5             | 0 | 1        | 1        | 6        |          |          |
| 2001/2002      | HC Přerov               | 2.ČHL          | 5   | 0             | 1             | 1             | 6             | —             | — | —        | —        | —        |          |          |
| 2002/2003      | HC Slezan Opava         | 1.ČHL          | 37  | 5             | 12            | 17            | 32            | —             | — | —        | —        | —        |          |          |
| 2003/2004      | HC Slezan Opava         | 1.ČHL          | 35  | 1             | 8             | 9             | 30            | —             | — | —        | —        | —        |          |          |
| 2003/2004      | HC Hamé Zlín            | ČHL            | 17  | 0             | 1             | 1             | 8             | 5             | 0 | 0        | 0        | 6        |          |          |
| 2004/2005      | HC Hamé Zlín            | ČHL            | 42  | 0             | 1             | 1             | 28            | 14            | 0 | 1        | 1        | 18       |          |          |
| 2005/2006      | HC Hamé Zlín            | ČHL            | 52  | 5             | 11            | 16            | 64            | 6             | 0 | 0        | 0        | 6        |          |          |
| 2006/2007      | HC Hamé Zlín            | ČHL            | 38  | 4             | 6             | 10            | 82            | 5             | 0 | 1        | 1        | 2        |          |          |
| 2007/2008      | RI Okna Zlín            | ČHL            | 50  | 5             | 6             | 11            | 70            | —             | — | —        | —        | —        |          |          |
| 2008/2009      | PSG Zlín                | ČHL            | 1   | 0             | 0             | 0             | 4             | —             | — | —        | —        | —        |          |          |
| 2008/2009      | HC Oceláři Třinec       | ČHL            | 45  | 2             | 6             | 8             | 38            | 3             | 0 | 1        | 1        | 2        |          |          |
| 2009/2010      | HC Oceláři Třinec       | ČHL            | 1   | 0             | 0             | 0             | 0             | 1             | 0 | 0        | 0        | 2        |          |          |
| 2009/2010      | Salith Šumperk          | 1.ČHL          | 26  | 1             | 14            | 15            | 40            | —             | — | —        | —        | —        |          |          |
| 2010/2011      | HKm Zvolen              | SHL            | 44  | 1             | 2             | 3             | 24            | —             | — | —        | —        | —        |          |          |
| 2010/2011      | HC Vítkovice Steel      | ČHL            | 10  | 0             | 3             | 3             | 10            | 16            | 1 | 3        | 4        | 14       |          |          |
| 2011/2012      | Orli Znojmo             | EBEL           | 35  | 1             | 4             | 5             | 14            | —             | — | —        | —        | —        |          |          |
| 2011/2012      | HK Nitra                | SHL            | 15  | 0             | 6             | 6             | 10            | —             | — | —        | —        | —        |          |          |
| 2012/2013      | HK Nitra                | SHL            | 54  | 0             | 11            | 11            | 52            | 9             | 0 | 1        | 1        | 4        |          |          |
| 2013/2014      | HC AZ Havířov 2010      | 1.ČHL          | 51  | 4             | 13            | 17            | 44            | 4             | 0 | 0        | 0        | 2        |          |          |
| 2014/2015      | LHK Jestřábi Prostějov  | 1.ČHL          | 10  | 0             | 0             | 0             | 10            | —             | — | —        | —        | —        |          |          |
| 2014/2015      | TH Unia Oświęcim        | PHL            | 37  | 7             | 14            | 21            | 46            | 4             | 0 | 1        | 1        | 2        |          |          |
| 2015/2016      | TH Unia Oświęcim        | PHL            | 42  | 10            | 20            | 30            | 30            | 5             | 3 | 0        | 3        | 12       |          |          |
| 2016/2017      | KS Unia Oświęcim        | PHL            | 34  | 8             | 17            | 25            | 38            | 5             | 2 | 4        | 6        | 8        |          |          |
| 2017/2018      | KS Unia Oświęcim        | PHL            | 32  | 1             | 11            | 12            | 63            | 6             | 0 | 1        | 1        | 6        |          |          |
| 2018/2019      | HC Spartak Uherský Brod | KLLH           |     |               |               |               |               |               |   |          |          |          |          |          |
| Celkem v ČHL   | Celkem v ČHL            | Celkem v ČHL   | 256 | 16            | 34            | 50            | 304           | 54            | 2 | 5        | 7        | 52       |          |          |
| Celkem v 1.ČHL | Celkem v 1.ČHL          | Celkem v 1.ČHL | 265 | 19            | 66            | 85            | 238           | 12            | 1 | 2        | 3        | 14       |          |          |
| Celkem v SHL   | Celkem v SHL            | Celkem v SHL   | 113 | 1             | 19            | 20            | 86            | 9             | 0 | 1        | 1        | 4        |          |          |

## Turnaje v Česku
| Rok    | Tým             | Liga         | Z  | G | A | B | TM |
| ------ | --------------- | ------------ | -- | - | - | - | -- |
| 2003   | HC Slezan Opava | Tipsport Cup | 5  | 0 | 0 | 0 | 4  |
| 2007   | RI Okna Zlín    | Tipsport Cup | 5  | 0 | 3 | 3 | 8  |
| 2008   | RI Okna Zlín    | Tipsport Cup | 2  | 0 | 0 | 0 | 2  |
| Celkem | Celkem          | Celkem       | 12 | 0 | 3 | 3 | 14 |